# 佩德拉
佩德拉是巴西伯南布哥州的一个市镇。总面积803平方公里，总人口21,519人，人口密度为26.8人/平方公里。